# 極体

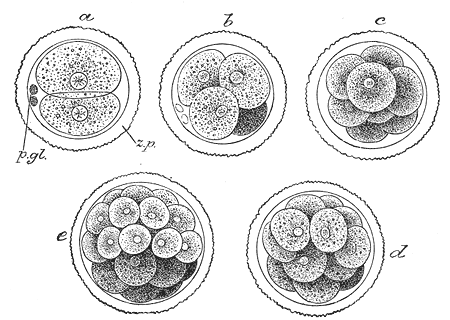
受精後の哺乳動物卵子の卵割の最初の段階。図表のz.p.は透明帯。p.gl.は:en:Polar body:極体。aは2細胞期。bは4細胞期。cは8細胞期。d、eは桑実胚期。

卵細胞の成熟過程

極体（きょくたい。英:Polar body, PB）は卵子の中で発見された細胞の構造体である。動物と植物とも卵子で極体を有している。また、極細胞としても知られている。
非対称の細胞分裂が卵形成時に極体の生産につながる。卵細胞の減数分裂が、通常の細胞分裂や精子形成過程の減数分裂と異なる点は、分裂後の2個の細胞が同じ大きさでないことである。核が2個に分裂しても、それを囲む細胞質は2つに分かれず、どちらか一方の核が、卵細胞の細胞質からはじき出されるように排除される。はじき出された核が極体である。減数分裂の第一分裂、第二分裂それぞれで極体が放出されるので、それぞれを第一極体、第二極体と呼ぶ。このシステムは、最終的に1個だけが必要な卵細胞の形成過程で、細胞質の量を減らさないのに役立っていると考えられている。残された極体はやがて退化・消滅することになる。
稀に極体が消滅せず、その極体に精子が受精し極体双生児(polar body twins)が発生することがある。
卵子は減数分裂の第二分裂の途中で休止し、精子の進入とともに再開するため、受精卵には極体が2つ確認される。体外受精では、この第二極体が確認できなかった時に、レスキューICSIを行なうことがある。